# Markéta Muchová
Markéta Muchová, vlastním jménem Markéta Krbušková, provdaná Markéta Nepomucká (* 30. října 1957 Praha), je bývalá česká modelka, zpěvačka a herečka.

## Život
Dvakrát se pokoušela dostat na DAMU, leč neúspěšně. Na přelomu let sedmdesátých a osmdesátých se objevila v malých rolích ve snímcích Šestapadesát neomluvených hodin, Lásky mezi kapkami deště a Od vraždy jenom krok ke lži. V té době se živila jako manekýna a fotomodelka; její hudební kariéra odstartovala v roce 1983, kdy si ji vyhlédl do videoklipu k písni Dobrý den František Ringo Čech. Nakonec v této písni i zpívala. Díky tomuto si jí všiml hudební producent František Janeček, který ji vzal do své kapely Kroky Františka Janečka. Ocitla se tak po boku Michala Davida či Pavla Horňáka.
V roce 1987 se provdala za kytaristu Kroků Františka Janečka Jiřího Nepomuckého, se kterým měla dva potomky – v roce 1988 syna Jiřího a po dvou letech syna Jana.

## Hudební kariéra v Krocích Františka Janečka
Markéta přijala na Janečkovu radu umělecký pseudonym Muchová. V roce 1985 vydala úspěšné album Superden, jehož se prodalo na 50 000[zdroj?] kusů, a v anketě Zlatý slavík obsadila v kategorii Zpěvačka roku desáté místo. S narozením prvního syna se Muchová stáhla ze světa šoubyznysu a ukončila svoji uměleckou kariéru. Jejími nejznámějšími písněmi jsou To se oslaví, Aha... nebo Běž domů, běž.
Markétě Muchové byly v dobách její pěvecké kariéry vyčítány pěvecké nedostatky, které však vyrovnávala svým vzhledem a pohybovým projevem, díky němuž byla zejména u mužské části populace dosti oblíbená.

## Diskografie
- Superden (1986)
- To se oslaví (1984)